# Bastian Baker
Bastien Kaltenbachèr, conosciuto con il nome d'arte Bastian Baker (Losanna, 20 maggio 1991), è un cantautore svizzero.
Ha debuttato nel 2011, pubblicando l'album Tomorrow May Not Be Better, che ha raggiunto nel suo paese d'origine la terza posizione in classifica e la certificazione di disco di platino, consentendogli inoltre di ricevere il premio come rivelazione dell'anno agli Swiss Music Awards 2011. Dopo aver partecipato a Danse avec les stars, Baker ha ottenuto una discreta notorietà anche in Francia.
Nel novembre 2012 ha pubblicato l'album Noël's Room, realizzato in trio con il rapper Stress e il cantante Noah Veraguth, raggiungendo il primo posto della classifica di vendita svizzera.

## Biografia

### 1991-2010: Dall'infanzia alla carriera hockeistica
Bastien Kaltenbachèr nasce a Losanna il 20 maggio 1991. Il padre, Bruno Kaltenbachèr, ex giocatore di hockey su ghiaccio, spinge Bastien a seguire le sue orme, facendolo iniziare a praticare il suo stesso sport sin da bambino. Tra il 2007 e il 2011 milita in varie squadre giovanili svizzere, come il Friborgo, il Losanna e il Red Ice.
Parallelamente, coltiva anche la passione per la musica. Appassionato di artisti come i R.E.M., i Led Zeppelin e gli Eagles, inizia a studiare chitarra all'età di 7 anni. Tra i 10 e i 13 anni fa parte di un coro nel quale gli vengono affidati ruoli da solista. A quindici anni compone anche la sua prima canzone, con un testo scritto in francese.

### 2010-2012: Il primo album
Inizia a cantare dal vivo in piccoli locali e durante un'esibizione tenuta nel maggio 2010 in occasione di una festa di compleanno viene notato da un produttore. Decide così di abbandonare l'hockey e di dedicarsi completamente alla musica, iniziando la registrazione del suo primo album. Sceglie inoltre di adottare il nome d'arte Bastian Baker, ritenendolo più facile da ricordare.
Il suo album di debutto, Tomorrow May Not Be Better, viene pubblicato in Svizzera il 9 settembre 2011 dall'etichetta Phonag Records e contiene brani pop folk in lingua inglese composti dallo stesso Baker tra i 15 e i 19 anni. L'album viene trainato dai singoli Lucky e I'd Sing for You, che ha raggiunto la top ten in Svizzera. L'album, dopo aver debuttato al terzo posto, trascorre oltre 60 settimane nella classifica svizzera, ottenendo la certificazione di disco di platino per le oltre 30 000 copie vendute. Nel marzo 2012, in occasione della quinta edizione degli Swiss Music Awards, Bastian Baker riceve il premio come rivelazione svizzera dell'anno.
Nell'aprile 2012 il suo album di debutto viene pubblicato anche in Francia.
Nell'ottobre dello stesso anno partecipa a Danse avec les stars, versione francese di Ballando con le stelle. Durante il programma televisivo si esibisce con la ballerina Katrina Patchett, ma i due vengono eliminati nel corso della quarta puntata, andata in onda il 3 novembre 2012. Poche settimane più tardi pubblica come singolo una cover di Hallelujah, brano scritto e originariamente interpretato dal cantautore canadese Leonard Cohen.

### 2012: La collaborazione con Stress e Noah Veraguth
Nel novembre 2012 Bastian Baker pubblica, insieme ai connazionali Stress e Noah Veraguth, l'album Noël's Room, che debutta direttamente al primo posto nelle classifiche svizzere. Poche settimane più tardi pubblica anche il suo primo DVD, intitolato Plays Montreux Jazz Festival e registrato al Montreux Jazz Festival il 29 giugno 2012.
Nel novembre 2013 vince agli MTV EMA 2013 come miglior artista Svizzero.
A luglio del 2014 apre il concerto di Laura Pausini a Locarno. Precedentemente era già stato in Ticino, invitato da Rete 3, rete locale ticinese.

### 2013: Secondo album - Too Old To Die Young
Il 27 settembre 2013 Bastian Baker pubblica il suo secondo album, intitolato Too Old To Die Young.

### 2015: Terzo album - Facing Canyons
Il 6 novembre 2015 Bastian Baker pubblica il suo terzo album, intitolato Facing Canyons.

## Discografia

### Album
| 2011                                                                                    | Tomorrow May Not Be Better - Pubblicato il 9 settembre 2011 - Etichetta: Phonag Records - Formati: CD, download | 3 | 79 | 56 | - SWI: Platino                                      |
| 2013                                                                                    | Too Old to Die Young - Pubblicato il 27 settembre 2013 - Etichetta: Phonag Records - Formati: CD, downoload     |   |    |    | - World Music Award al miglior album internazionale |
| 2015                                                                                    | Facing Canyons - Pubblicato il 6 novembre 2015 - Etichetta: Phonag Records - Formati: CD, download              |   |    |    |                                                     |
| Il simbolo "—" indica che l'album non è stato pubblicato o non è entrato in classifica. | |   |    |    |                                                     |

### DVD
| Anno | Titolo e dettagli                                                                                                | Posizioni massime |
| Anno | Titolo e dettagli                                                                                                | SWI               |
| ---- | --- | ----------------- |
| 2012 | Plays Montreux Jazz Festival - Pubblicato il 7 dicembre 2012 - Etichetta: Phonag Records - Formati: DVD, Blu-ray | 2                 |

### Collaborazioni
| 2012                                                                                    | Noël's Room (con Stress e Noah Veraguth) - Pubblicato il 23 novembre 2012 - Etichetta: Universal Music - Formati: CD, download | 1 | — | — |  |
| Il simbolo "—" indica che l'album non è stato pubblicato o non è entrato in classifica. | |   |   |   |  |

### Singoli
| 2011                                                                                       | Lucky                                    | 27 | 76 | —  |                | Tomorrow May Not Be Better |
| 2011                                                                                       | I'd Sing for You                         | 9  | —  | —  | - SWI: Platino | Tomorrow May Not Be Better |
| 2011                                                                                       | Tomorrow May Not Be Better               | 65 | —  | —  |                | Tomorrow May Not Be Better |
| 2012                                                                                       | Colorful Hospital                        | —  | —  | —  |                | Tomorrow May Not Be Better |
| 2012                                                                                       | Nobody Should Die Alone                  | —  | —  | —  |                | Tomorrow May Not Be Better |
| 2012                                                                                       | Hallelujah                               | 32 | 55 | 18 |                | Solo singolo               |
| 2012                                                                                       | All My Life (con Stress e Noah Veraguth) | 35 | —  | —  |                | Noël's Room                |
| Il simbolo "—" indica che il singolo non è stato pubblicato o non è entrato in classifica. |                                          |    |    |    |                |                            |

### Altri brani in classifica
| Anno | Titolo                       | Posizioni massime | Album       |
| Anno | Titolo                       | SWI               | Album       |
| ---- | ---------------------------- | ----------------- | ----------- |
| 2012 | Back in My Life (con Stress) | 72                | Noël's Room |

Note alle classifiche
1. ↑  Il singolo Lucky non è entrato nella classifica Ultratop 50, ma ha raggiunto la posizione numero 26 nella classifica Ultratip relativa alla regione belga della Vallonia, classifica che rappresenta un'estensione alle 50 posizioni della Ultratop 50.
2. ↑  Il singolo Hallelujah non è entrato nella classifica Ultratop 50, ma ha raggiunto la posizione numero 5 nella classifica Ultratip relativa alla regione belga della Vallonia, classifica che rappresenta un'estensione alle 50 posizioni della Ultratop 50.